# Ogród biblijny

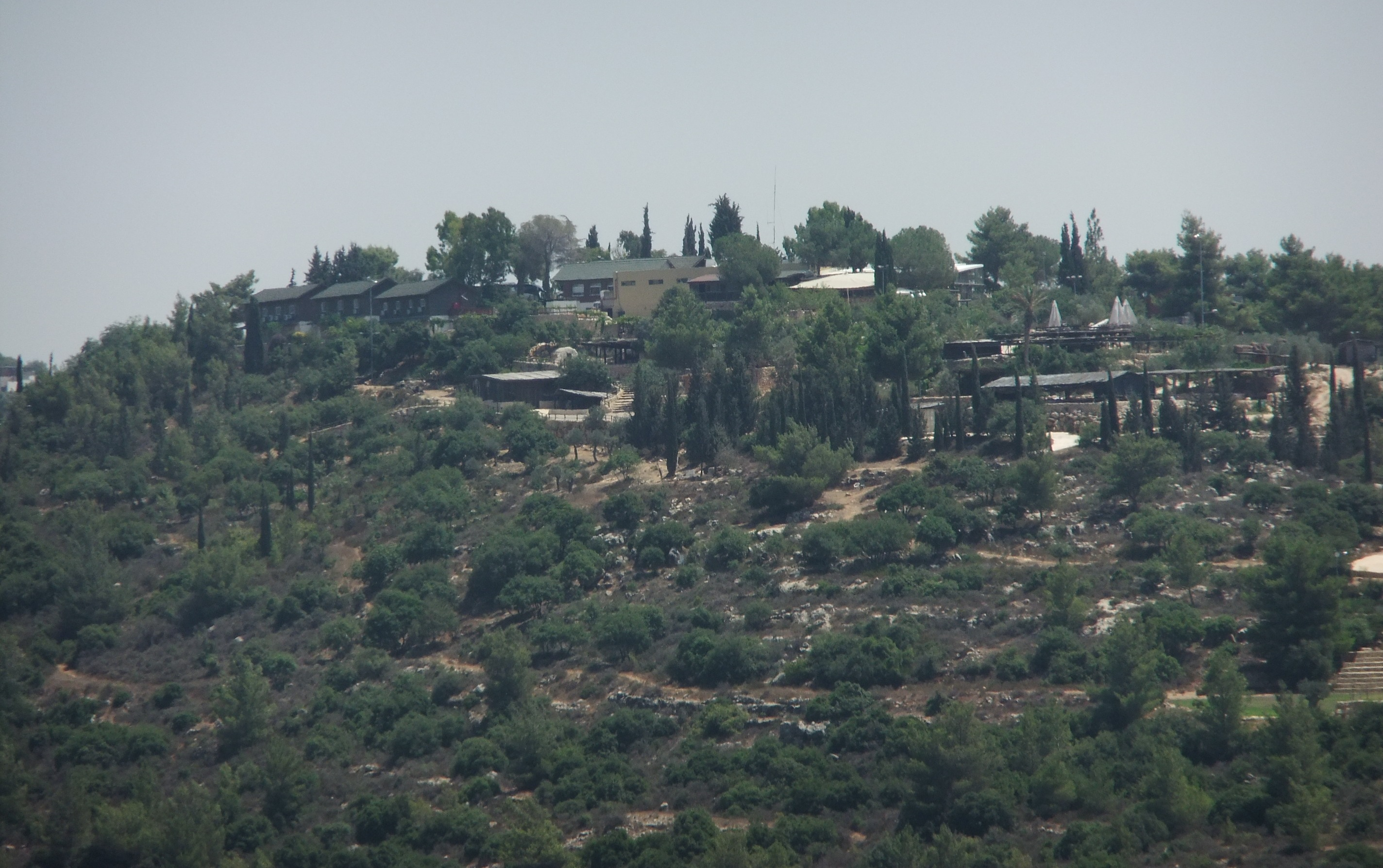
Ogród biblijny położony na stoku wzgórza w Jad ha-Szemona w Izraelu

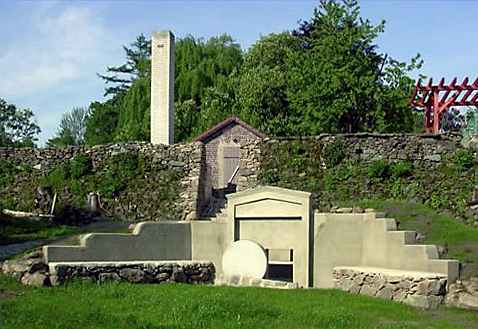
Mała architektura ogrodu biblijnego

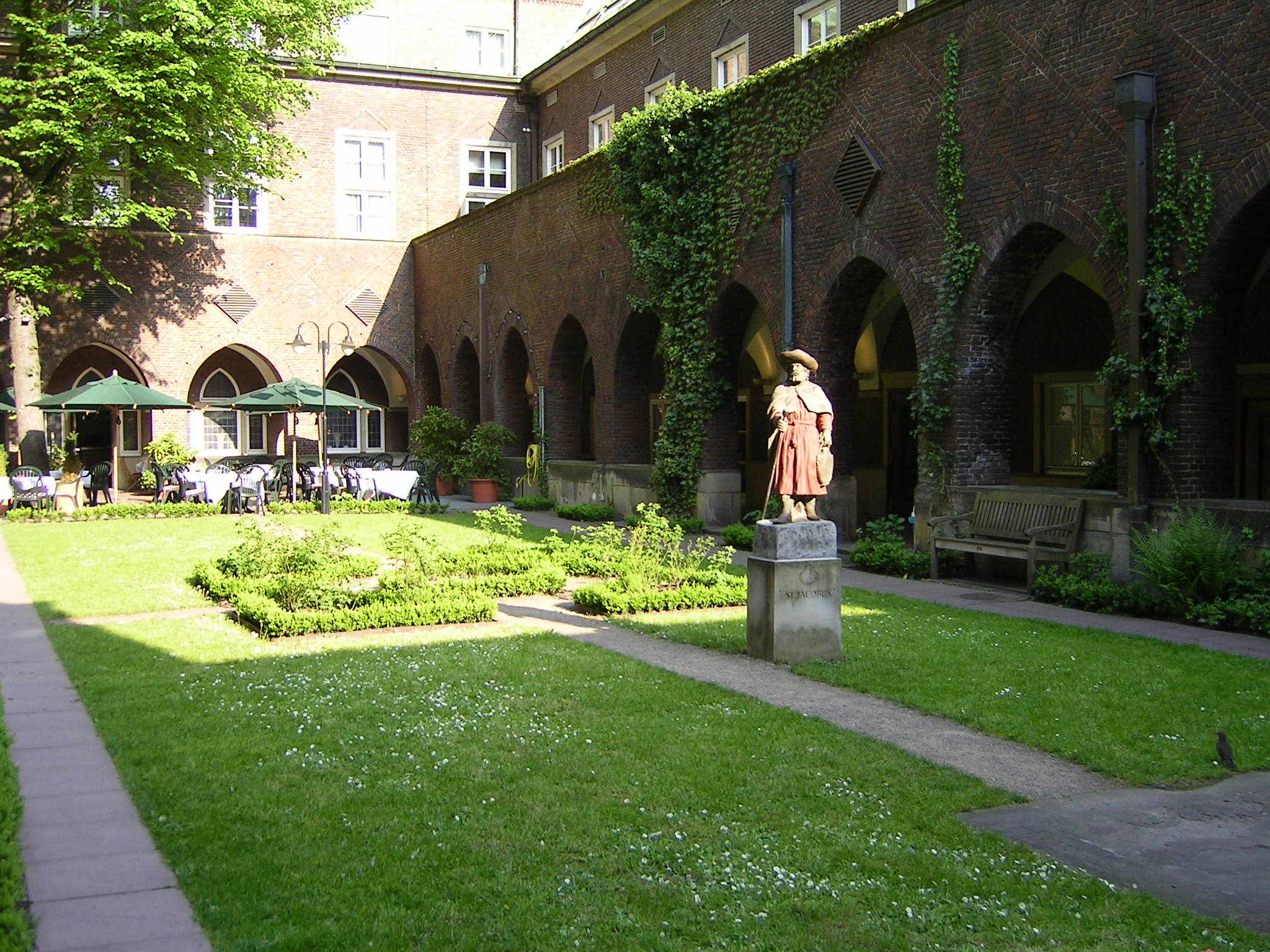
Mały przyklasztorny ogród biblijny w Bremie w Niemczech

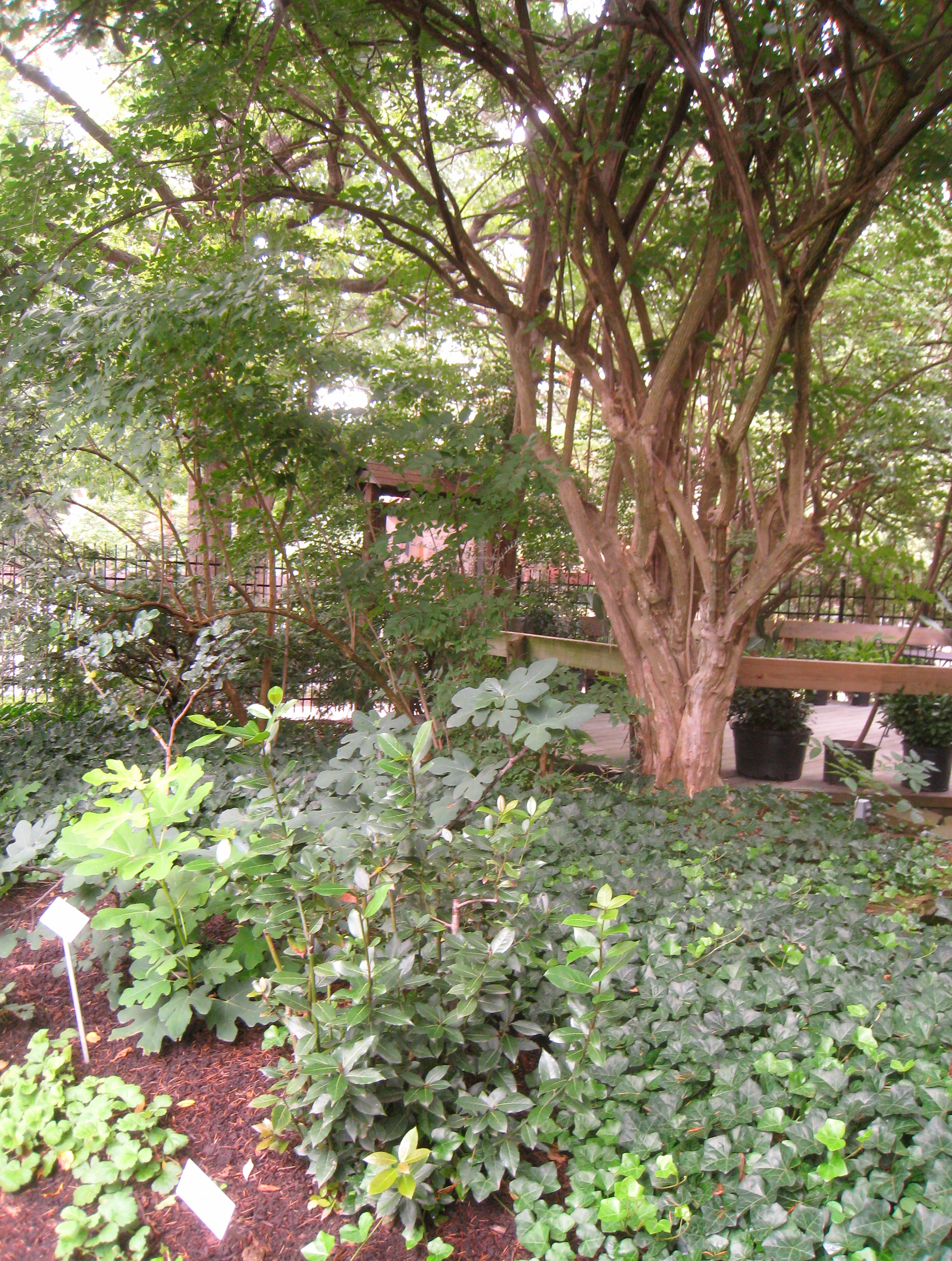
Rodef Shalom Biblical Botanical Garden w Pittsburgu, Stany Zjednoczone

Ogród biblijny – ogród, w którym umiejscowiono rośliny biblijne wymienione w Biblii.

## Lokalizacja
Ogrody biblijne są obecne w Ameryce Północnej (głównie w Stanach Zjednoczonych), Europie (tylko w samych Niemczech jest ich ok. 100 (2009)), Azji (w Izraelu oraz w Japonii) i w Australii. Po 2006 r. zaczęły powstawać również w Polsce (w 2016 r. były już cztery).
Zakładane są przy kościołach, klasztorach, synagogach. Przykładem mogą być ogrody przy klasztorze benedyktynek w Cork, Katedrze św. Jana w Nowym Jorku, Newport News i Pittsburghu. Także jako samodzielne parki oraz parki miejskie – np. w Elgin w Szkocji, w Viborg w Danii lub w Madrycie w Hiszpanii. Niektóre stanowią część dużego kompleksu wypoczynkowego jak np. w Ellicottville w USA lub parku krajobrazowego np. Mt. Pleasant w USA. Niewielkie ogrody zakładane są również w ogrodach botanicznych w: Hamburgu, Utrechcie, Lublinie i Krakowie.

## Struktura i cel
Niektóre są niewielkie (kilka arów). Największym jest Rezerwat Przyrody Biblijnej Izraela Neot Kedumim w Izraelu, który zajmuje aż 280 hektarów. Najstarszym jest ogród założony w 1957 roku przy kościele prezbiteriańskim w Ojai w Kalifornii w USA.
Ogród biblijny stanowią też miejsce do badań nad florą biblijną lub jest dopełnieniem ośrodków badań nad roślinami biblijnymi. Ogród stanowi specyficzny zapis historii biblijnej. Według jego projektantów ma być pomocą, by przez analogię do Biblii przybliżać jej treść. Nierzadko pokazuje ówczesne życie, a poprzez odpowiednie rośliny i specjalną scenerię przybliżać krajobrazy i realia, w jakich rozgrywały się wydarzenia biblijne. Ogród biblijny jest ogrodem tematycznym i dydaktycznym. Dodatkowo, niektóre ogrody posiadają obiekty w celu zilustrowania opowieści biblijnych lub aby pokazać, jak żyli ludzie w czasach biblijnych. Przykładem może być Ogród biblijny w Jad ha-Szemona. Położony na stoku wzgórza ukazuje gościom zwyczaje Izraelitów z czasów biblijnych. Znajdują się tutaj drzewka oliwne i prasa, winorośle i kilka pras, pole pszenicy i klepisko, rekonstrukcja starożytnej synagogi, jaskinia pogrzebowa, namioty beduińskie oraz wieża strażnicza.
Układ kompozycyjny każdego z nich jest odmienny, zależny od położenia geograficznego, funkcji, dysponowanej powierzchni, inwencji projektantów i użytkowników. Nadrzędnym celem wszystkich istniejących ogrodów biblijnych jest kolekcjonowanie roślin wymienionych w Biblii. W ogrodach tych każda roślina posiada tabliczkę z nazwą oraz cytatem z Biblii, taka prezentacja pozwala lepiej zrozumieć i zapamiętać sens przekazywanych treści biblinych posadzona tematycznie, a także jako miejsce do wypoczynku.
Ogrody w Girvan i Elgin w Wielkiej Brytanii, nastawione są także na reprodukcję i sprzedaż roślin biblijnych. 

## Niektóre ogrody biblijne
- Irlandia: The Biblical Garden Cork
- Izrael: Rezerwat Przyrody Biblijnej Izraela Neot Kedumim, Uniwersytecki Ogród Botaniczny w Jerozolimie
- Japonia: Biblijny Ogród Botaniczny Seinan Gakuin University
- Niemcy: Pflanzen der Bibel w Hamburgu, Ogród biblijny klasztoru św. Jana w Schleswigu; Bibelgalerie Meersburg; Bibelgarten Ev. Akademie Schopfheim, Evang. Kircheng. Löffingen; Benediktinerinnenkloster St. Lioba Freiburg; Bibelerlebniswelt Schönbronn e.V. Schramberg; Biblischer Garten/Jardin biblique von Kehl; Evang. Kircheng. Eberhardskir. Tübingen; Kath. Kircheng. Ostfildern-Nellingen; Ev. Lukas- und Lutherhaus-Gemeinde Stuttgart-Ostheim; Ev. Kirchengemeinde Korb; Schul-Bildungszentrum Weissacher Tal; Förderverein Gartenschaupark Hockenheim e.V; Duft- und Heilkräutergarten e.V. Bammental; Evangelische Kirchengemeinde Leutershausen
- Polska: w Proszowicach, w Myczkowcach, w Chorzowie, w Muszynie[2]
- Stany Zjednoczone: Biblical Garden at Magnolia Plantation and is Gardens, Biblical Garden Cypress Gardens, Biblical Garden of Ojai, Lowe Herb Garden Ellicottville, Rodef Shalom Biblical Botanical Garden w Pittsburgu, Temple Sinais Edward E. Kahn Memorial Biblical Garden w Newport News, Biblical Garden Warsaw, San Francisco Botanical Garden San Francisco, Missouri Botanical Garden, Fair Haven Biblical Garden w Fair Haven, Katedrze św. Jana w Nowym Jorku, Tree of life garden Valley Center.
- Wielka Brytania: The Biblical Garden w Elgin, Veritas Nursery w Girvan